# Feast or Fired
Il Feast or Fired è un particolare incontro di wrestling praticato nella Total Nonstop Action/Impact Wrestling, federazione statunitense.
Il match ha debuttato a Turning Point 2007, e può essere paragonato al Money in the Bank Ladder match della WWE.

## Formula
Comprende un match dove i wrestler devono cercare di prendere una delle valigette appese su pali posti ai lati del ring e di cui non conoscono il contenuto e senza essere buttati fuori dal ring dagli avversari poiché se toccano il pavimento esterno vengono eliminati.

## Edizioni

### Incontri
| #  | Evento           | Data             | Città            | Vincitori         | Vincitori          | Vincitori       | Licenziato          |
| #  | Evento           | Data             | Città            | World Heavyweight | X Division         | World Tag Team  | Licenziato          |
| -- | ---------------- | ---------------- | ---------------- | ----------------- | ------------------ | --------------- | ------------------- |
| 1° | Turning Point    | 2 dicembre 2007  | Orlando, Florida | Scott Steiner (F) | Petey Williams (S) | BG James (F)    | Christopher Daniels |
| 2° | Final Resolution | 7 dicembre 2008  | Orlando, Florida | Hernández (F)     | Homicide (S)       | Jay Lethal (S)  | Christopher Daniels |
| 3° | Final Resolution | 20 dicembre 2009 | Orlando, Florida | Samoa Joe (F)     | Doug Williams (S)  | Kevin Nash (S)  | Shawn Daivari       |
| 4° | Impact!          | 12 dicembre 2013 | Orlando, Florida | Gunner (F)        | DJZ (F)            | James Storm (S) | Chavo Guerrero      |
| 5° | Impact!          | 23 gennaio 2015  | Orlando, Florida | Austin Aries (F)  | Rockstar Spud (S)  | Trevor Lee (S)  | Velvet Sky          |
| 6° | Impact!          | 26 gennaio 2016  | Orlando, Florida | Drew Galloway (S) | Eli Drake (S)      | James Storm (S) | Grado               |
| 7° | Impact!          | 15 marzo 2018    | Orlando, Florida | Eli Drake (F)     | Petey Williams (F) | Eli Drake (S)   | Ethan Carter III    |

### Incassi
| #  | Evento           | Data             | Città            | Giorni | Titolo                         | Incasso                                                                   |
| -- | ---------------- | ---------------- | ---------------- | ------ | ------------------------------ | ------------------------------------------------------------------------- |
| 1° | Against All Odds | 10 febbraio 2008 | Orlando, Florida | 70     | World Tag Team Championship    | BG James e Bob Armstrong sono stati sconfitti da AJ Styles e da Tomko (c) |
| 1° | Impact!          | 17 aprile 2008   | Orlando, Florida | 137    | X Division Championship        | Petey Williams ha sconfitto Jay Lethal (c)                                |
| 1° | Sacrifice        | 11 maggio 2008   | Orlando, Florida | 161    | World Heavyweight Championship | Scott Steiner è stato sconfitto da Samoa Joe (c)                          |